# 11786 Бакхчиванджі
11786 Бакхчиванджі (11786 Bakhchivandji) — астероїд головного поясу, відкритий 19 серпня 1977 року.
Тіссеранів параметр щодо Юпітера — 3,156.